# Mercury 4
För andra betydelser, se Mercury.
Mercury 4 var NASA:s tredje bemannade (andra med en människa som pilot) färd till rymden och genomfördes i en kastbanefärd. Astronauten Virgil "Gus" Grissom flög ombord i 
kapseln Liberty Bell 7. Färden genomfördes 21 juli 1961 och varade i 15 minuter och 37 sekunder. Farkosten sköts upp med en Redstone-raket från Cape Canaveral Air Force Station.

## Landningen
Vid landningen i Atlanten började kapseln ta in vatten genom luckan som Grissom öppnade (med eller utan avsikt). På begäran från astronauterna hade kapselns lucka modifierats så att den kunde öppnas inifrån kapseln istället för att som tidigare vara beroende av att räddningsstyrkan öppnade utifrån med verktyg. Men det var naturligtvis inte meningen att luckan skulle öppnas förrän räddningsstyrkan var på plats och kunde bärga kapseln. Helikoptern som skulle lyfta kapseln ur vattnet tvingades nu överge uppgiften för att undvika att dras ner i vattnet själv. Den vattenfyllda kapseln vägde strax under 2,5 ton medan helikopterns lyftkapacitet var ungefär 2 ton.

## Bärgningen
Kapseln bärgades till sist den 20 juli 1999, vilket var precis 30 år efter Apollo 11s månlandning och 38 år och en dag efter Liberty Bell 7:s landning. Den återfanns på ett djup av 4,5 km där den bevarats förvånansvärt väl efter nära fyra decennier i saltvatten.

### Fotnoter
1. ↑  NASA Space Science Data Coordinated Archive Arkiverad 14 augusti 2016 hämtat från the Wayback Machine., läst 10 juli 2016.